# کاپا سگ بزرگ
کاپا سگ بزرگ یک ستاره است که در صورت فلکی سگ بزرگ قرار دارد.